# 수입 (무역)

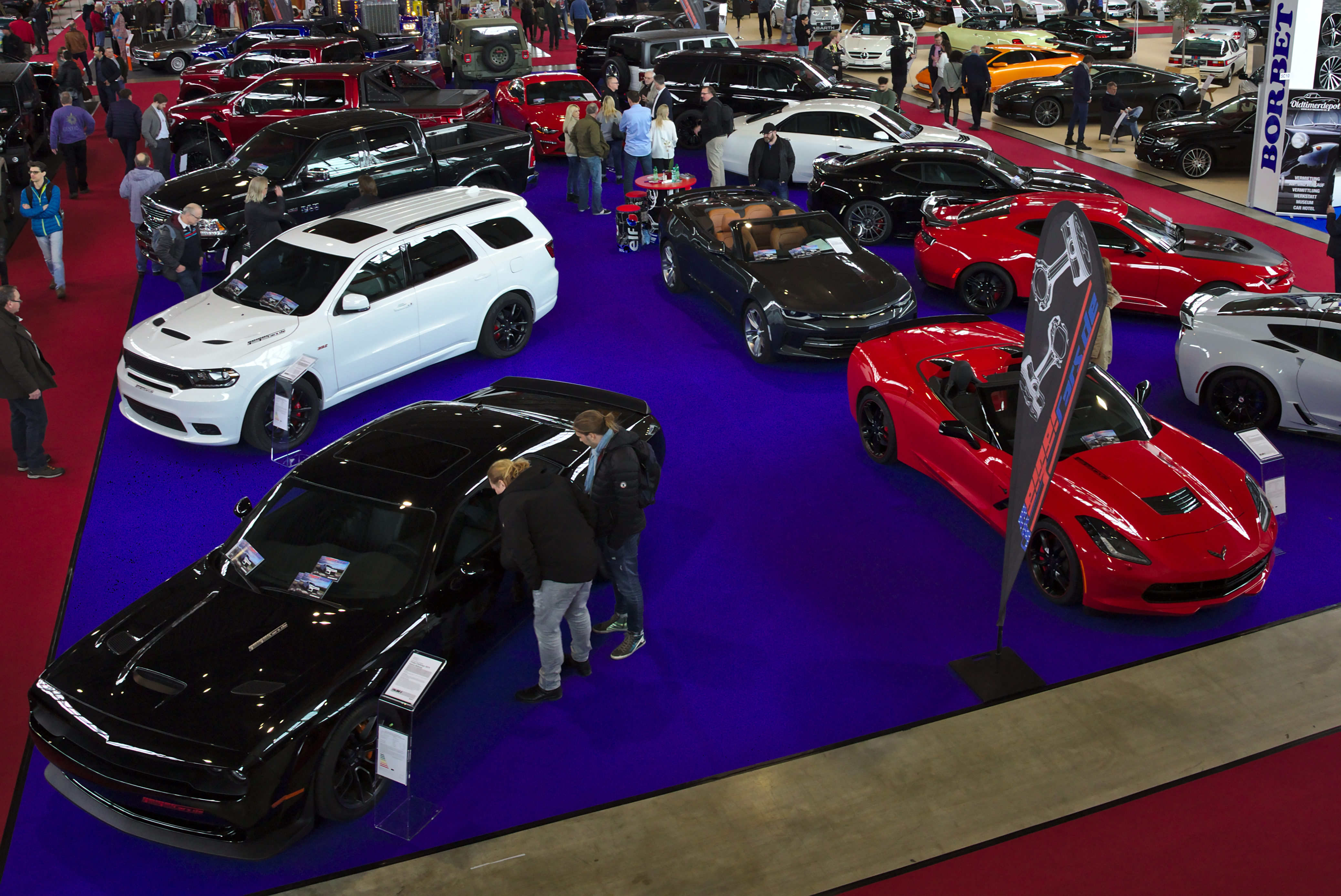
북미에서 유럽으로 자동차를 수입하는 가이거-카스는 수입업체라고 불린다.

수입(輸入, import)은 국제무역 내에서 다른 국가에서 생산된 재화와 용역을 구매하고 받는 활동이다. 수입업자는 다른 국가에서 수출된 수입품을 받는 사람, 조직 또는 국가이다. 수입과 수출은 국제무역의 결정적인 금융 거래이다. 그러한 재화와 용역의 판매자를 수출업자라고 부른다.
국제무역에서 재화의 수입과 수출은 수입 할당제와 세관 당국의 명령에 의해 제한된다. 수입 및 수출 관할권은 재화에 관세 (세금)를 부과할 수 있다. 또한 재화의 수입과 수출은 수입 및 수출 관할권 간의 무역협정의 적용을 받는다.

## 정의
수입은 특정 관할권(예: 국가)의 거주자가 비거주자로부터 재화와 용역을 거래하는 것을 의미한다. 국민 계정에서 수입의 정확한 정의는 특정 "경계선" 사례를 포함하거나 제외한다. 수입은 다른 국가나 자국 외의 다른 시장에서 제품 또는 서비스를 구매하거나 획득하는 행위이다. 수입은 국가가 자국 시장에 존재하지 않거나, 희소하거나, 고비용이거나, 저품질인 특정 제품 또는 서비스를 다른 국가의 제품으로 공급할 수 있게 하므로 경제에 중요하다.
국민 계정에서 수입의 일반적인 한계는 다음과 같다.
- 재화의 수입은 비거주자에서 거주자로 소유권이 변경될 때 발생한다. 이는 해당 재화가 물리적으로 국경을 넘어야 한다는 것을 반드시 의미하지는 않는다. 그러나 특정 경우에 국민 계정은 법률적으로 소유권 변경이 발생하지 않더라도 소유권 변경을 가정한다 (예: 국경 간 금융 리스, 동일 기업의 계열사 간 국경 간 배송, 주문 처리 또는 수리를 위해 국경을 넘는 재화). 또한 밀수품도 수입 측정에 포함되어야 한다.
- 서비스 수입은 비거주자가 거주자에게 제공하는 모든 서비스로 구성된다. 국민 계정에서 거주자가 한 국가의 경제 영토[11] 밖에서 직접 구매하는 모든 항목은 서비스 수입으로 기록된다. 따라서 관광객이 다른 국가의 경제 영토에서 지출하는 모든 금액은 서비스 수입의 일부로 간주된다. 또한 불법 서비스의 국제적 흐름도 포함되어야 한다.

## 규모
기본적인 무역 통계는 국민 계정의 요구 사항과 정의 및 범위가 다른 경우가 많다.
- 재화의 국제 무역 데이터는 주로 세관 서비스에 대한 신고를 통해 얻어진다. 한 국가가 일반 무역 시스템을 적용하는 경우, 국내로 들어오는 모든 재화는 수입으로 기록된다. 특별 무역 시스템(예: EU 역외 무역 통계)이 적용되는 경우, 세관 창고로 들어오는 재화는 수입국의 자유 유통으로 전환되지 않는 한 대외 무역 통계에 기록되지 않는다.
- 특별한 경우로 EU 역내 무역 통계가 있다. 재화는 EU 회원국 간에 세관 통제 없이 자유롭게 이동하므로, 회원국 간의 재화 무역 통계는 설문 조사를 통해 얻어야 한다. 응답자의 통계적 부담을 줄이기 위해 소규모 무역업자는 보고 의무에서 제외된다.
- 서비스 무역의 통계 기록은 은행이 중앙은행에 신고하거나 주요 사업자의 설문 조사를 기반으로 한다. 서비스가 전자적 수단(예: 인터넷)을 통해 제공될 수 있는 세계화된 경제에서는 관련 국제 서비스 흐름을 식별하기 어렵다.
- 국제 무역에 대한 기본 통계는 일반적으로 밀수품이나 불법 서비스의 국제적 흐름을 기록하지 않는다. 밀수품 및 불법 서비스의 일부는 활동의 불법적 성격을 숨기는 데 사용되는 가짜 선적 또는 가짜 신고를 통해 공식 무역 통계에 포함될 수 있다.

미국은 세계 최대의 수입국으로 알려져 있다. 2016년부터 2021년까지 미국은 전 세계에서 상품을 수입하는 데 15조 달러를 지출했다.

## 무역수지
한 국가는 세계 경제의 재화(또는 서비스) 가격이 국내 시장 가격보다 낮을 때 수입에 대한 수요를 갖는다.
일반적으로 {\displaystyle NX}로 표시되는 무역수지는 한 국가가 수출하는 모든 재화(및 서비스)의 가치와 수입하는 재화의 가치 간의 차이이다. 무역 적자는 수입이 수출보다 클 때 발생한다. 수입은 주로 한 국가의 수입 (회계)과 생산 자원에 영향을 받는다. 예를 들어, 미국은 석유를 보유하고 있고 캐나다도 석유를 사용하지만, 미국은 캐나다에서 석유를 수입한다. 그러나 미국 소비자들은 캐나다 소비자들보다 한계주의적 석유 한 배럴에 대해 더 많은 지불용의를 가지고 있는데, 이는 미국에서 생산되는 석유보다 더 많은 석유가 수요되기 때문이다. 2016년에는 약 30%의 국가만이 무역 흑자를 기록했다. 대부분의 무역 전문가와 경제학자들은 무역 적자가 자동으로 한 국가의 경제에 해롭다고 가정하는 것이 잘못이라고 주장한다.
거시경제학 이론에서 수입의 가치는 국내 흡수(원천에 관계없이 모든 지출) 및 실질 환율의 함수로 모델링될 수 있다. 이들은 수입에 영향을 미치는 두 가지 가장 중요한 요소이며 둘 다 수입에 긍정적인 영향을 미친다.

## 수입의 종류
기본적인 수입의 종류는 두 가지가 있다.
- 산업재 및 소비재
- 중간재 및 서비스

기업들은 국내 시장에서 생산된 경쟁 제품보다 저렴한 가격과 더 나은 품질로 국내 시장에 공급하기 위해 재화와 서비스를 수입한다. 기업들은 현지 시장에서 구할 수 없는 제품을 수입한다.
수입업자의 세 가지 주요 유형은 다음과 같다.
- 전 세계 어디에서든 제품을 수입하여 판매하려는 사람들
- 가장 저렴한 가격으로 제품을 얻기 위해 해외 소싱을 찾는 사람들
- 글로벌 공급사슬의 일부로 해외 소싱을 활용하는 사람들

직접 수입은 주요 소매업체(예: 월마트)와 해외 제조업체가 관련된 사업 수입 유형을 말한다. 소매업체는 일반적으로 현지 회사에서 설계하고 해외에서 제조할 수 있는 제품을 구매한다. 직접 수입 프로그램에서 소매업체는 현지 공급업체(구어체: "중간상인")를 건너뛰고 제조업체로부터 최종 제품을 직접 구매하여 추가 비용을 절감할 수 있다. 수입 가치 및 수량에 대한 데이터는 상세한 제품 목록으로 분류되어 국제 무역에 대한 통계 자료로 정부간 기구(예: 유엔 통계국, FAOSTAT, OECD), 초국가적 통계 기관(예: 유로스탯) 및 국가 통계 기관에서 발행된다.

### 재화의 수입
수입, 신고 및 관세 납부는 수입자가 수행하며, 이는 재화의 소유자, 구매자 또는 면허를 소지한 세관 중개인일 수 있다.

### 수입 금지
수입 금지는 수입업자가 특정 범주의 상품을 국가로 들여오는 것을 막거나, 하나 이상의 특정 국가에서 온 특정 범주의 상품을 금지하는 법정 조치 또는 정책이다. 예를 들어, 미국 스무트-홀리 관세법의 조항에 따라 강제 노동을 사용하여 해외에서 생산된 상품의 수입을 금지한 사례, 미국이 일본의 미국산 쇠고기 수입에 부과한 금지 조치, 그리고 중화인민공화국이 대만산 파인애플 수입에 부과한 금지 조치 등이 있다.

## 같이 보기
- 수출
- 국제 무역
- 수입액순 나라 목록